# Mindel (fiume)
La Mindel è un fiume tedesco lungo circa 78 chilometri che attraversa la Baviera e in particolare i circondari dell'Algovia Orientale, della Bassa Algovia, di Günzburg e di Dillingen. Nasce sulle alture del Mindelberg, nel territorio di Ronsberg, e sfocia nel Danubio a Gundremmingen.

## Sfruttamento
Fino all'inizio del XIX secolo la Mindel si allargò in molti meandri, accompagnato dal corso principale e da rami laterali nella sua valle. Quindi vi furono opere di allargamento delle superfici coltivabili e di centri abitati mediante imbrigliamenti del corso d'acqua e prosciugamenti. La perdita di zone di allagamento naturale condusse nella parte inferiore della valle all'incremento degli allagamenti.
L'utilizzo dell'acqua come forza motrice nella valle fu, sin dal medioevo, intensamente sfruttato.
Il mulino di Spöcker presso Kirchheim viene citato in un documento pontificio dell'agosto 1225 come appartenente all'abbazia di Elchingen e il mulino di Ried vicino a Burgau in un atto di vendita del 1361. Solo nella zona del ramo principale e dell'affluente Flossach sono noti ancora oggi oltre 50 vecchi mulini, in parte combinati con segherie e fucine. Al posto della maggior parte di questi ex mulini ad acqua viene oggi utilizzata la forza della corrente del fiume per produrre energia elettrica. 
Dopo l'ultima era glaciale si formarono nella valle ampie paludi. Queste costituirono la base per la formazione di torba, che venne estratta fino alla metà dello secolo XIX soprattutto nelle zone di Salgen, Jettingen-Scheppach, Röfingen e Burgau. Nella valle del Flossach la torbiera presso Tussenhausen ebbe una certa importanza scientifica.
Con l'entrata in funzione del collegamento ferroviario Burgau – Augsburg del 1854, ebbe inizio oltre al proprio fabbisogno anche la produzione commerciale della torba. Nel 1901 furono spedite dalla stazione di Burgau oltre 19.000 tonnellate di torba, mentre il commercio della crescente concorrenza del carbone non era aumentato. Nella situazione di emergenza successiva alla seconda guerra mondiale molti agricoltori riattivarono ancora una volta le loro cave di torba, finché questo periodo non finì negli anni 1960/65. 
Il percorso didattico sulla torba di Jettingen documenta con chiarezza lo smantellamento delle torbiere. Il gioiello storico dalla valle del Mindel si trova oggi delicatamente rinnovato con il terreno inclinato (abbassamento nella palude) ricostruito al naturale nello svevo Museo agricolo di Illerbeuren (Kronburg).